# Arnaldo Pomodoro

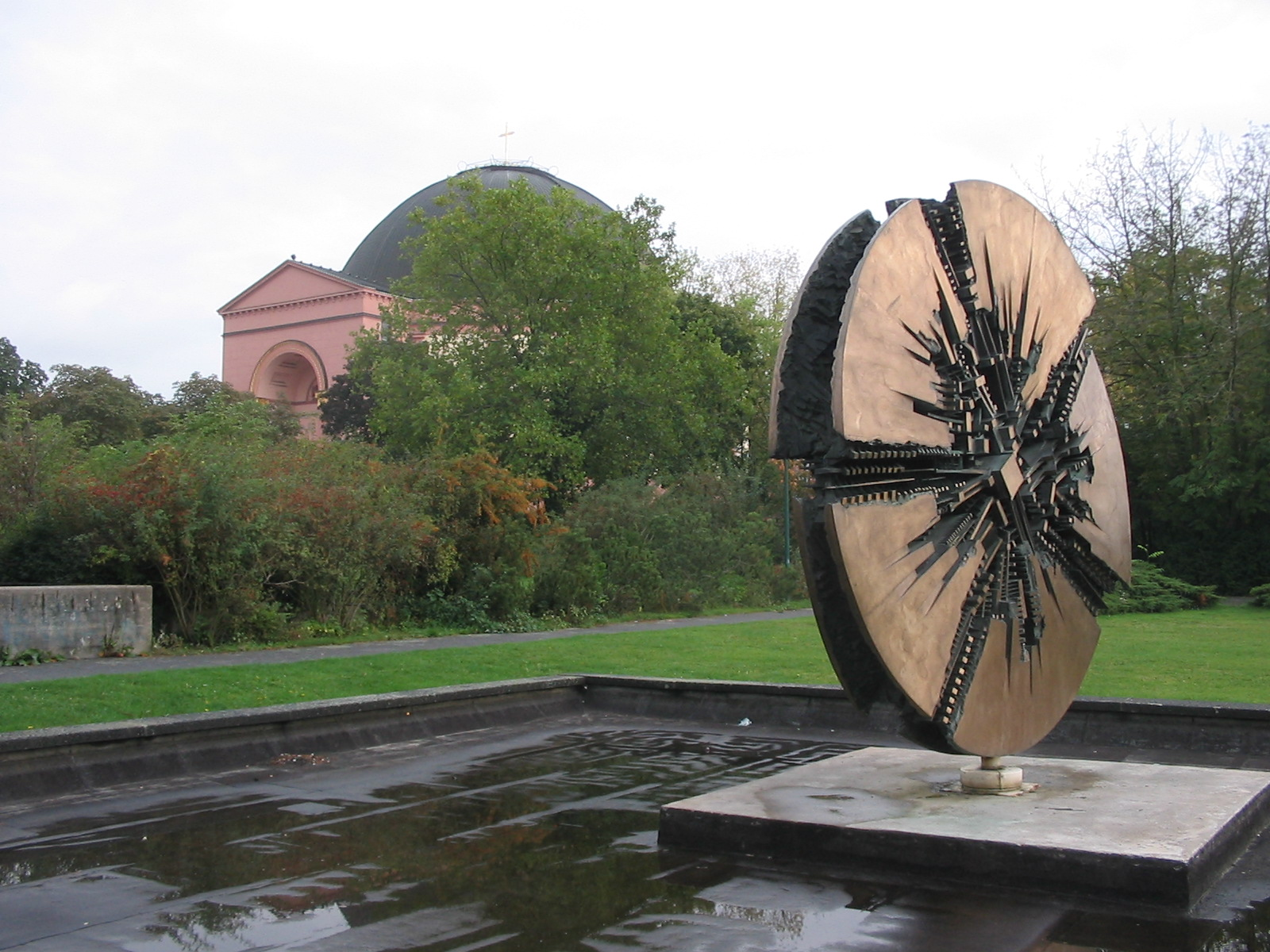
Grande Disco (1973) - Denkmal für Georg Büchner in Darmstadt

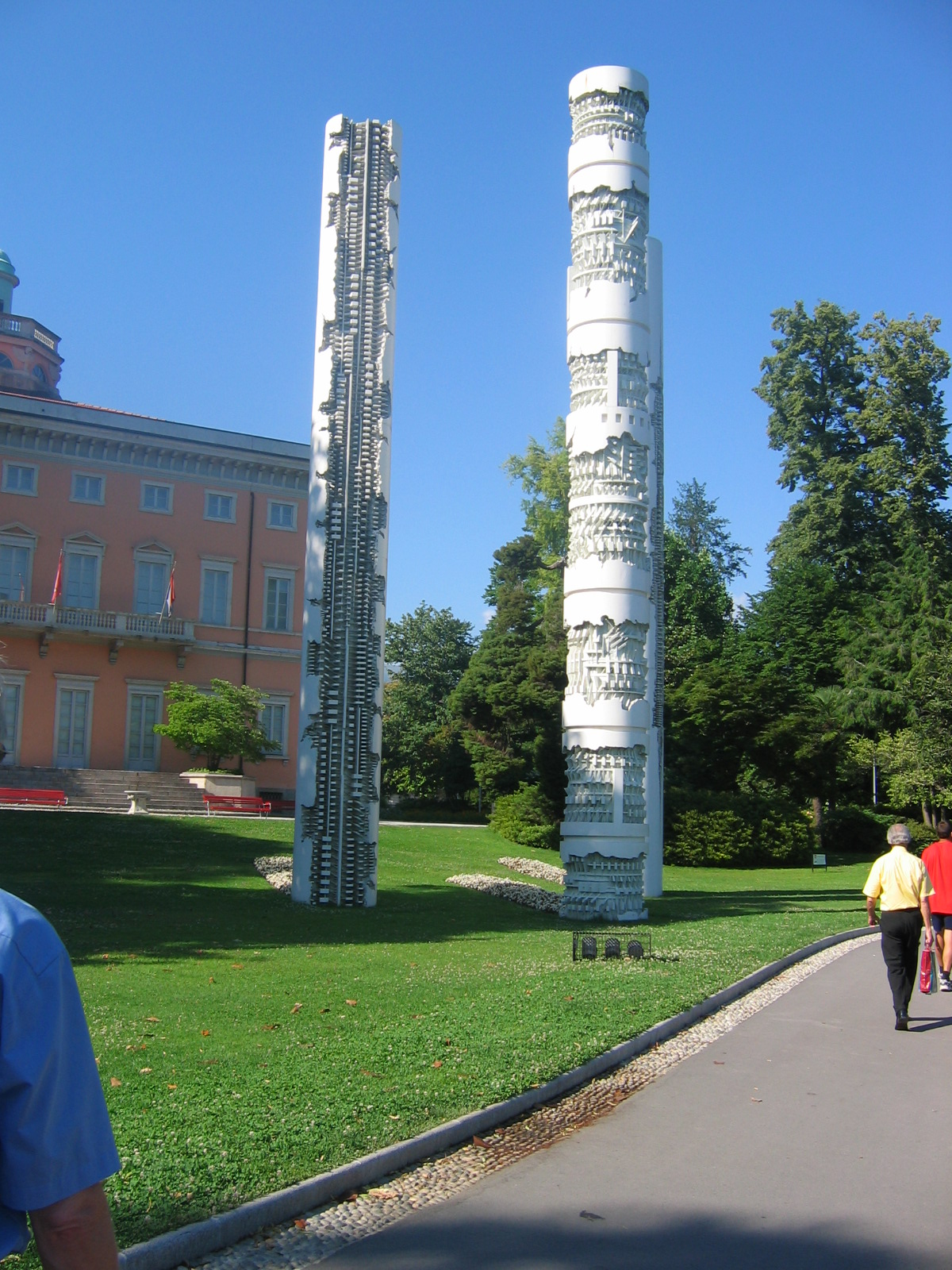
Triade (1979) in Lugano (Zwitserland)

Arnaldo Pomodoro (Morciano di Romagna, 23 juni 1926 – Milaan, 22 juni 2025) was een Italiaanse beeldhouwer.

## Leven en werk
Pomodoro studeerde architectuur, decorontwerp en hij was leerling-edelsmid. In de vijftiger jaren wendde hij zich tot het beeldhouwen. Zijn broer, Giò Pomodoro (1930-1993) was ook beeldhouwer. Samen met zijn broer en de beeldhouwer Giorgio Perfetti vormde hij de groep 3P. In 1959 was hij, met Giò, deelnemer aan de documenta 2 in Kassel. Hij won de eerste prijs in de afdeling beeldhouwen bij de Biënnale van São Paulo in 1963 en wederom in 1964 tijdens de Biënnale van Venetië. Sinds 1970 was Pomodoro ook werkzaam als graficus. Pomodoro leefde en werkte sinds 1954 in Milaan. Zijn bekendste werk is "Sphere within Sphere".

## Fondazione Pomodoro
In 1999 stichtte hij de Fondazione Pomodoro in Milaan. Oorspronkelijk bedoeld als een documentatie- en archiefcentrum van zijn werk, is het centrum in 2005 geopend als een expositieruimte voor prominente kunstenaars, zoals Jannis Kounellis. De directeur van de Fondazione Pomodoro is Flaminio Gualdoni.
Pomodoro overleed op 22 juni 2025 op 98-jarige leeftijd, een dag voor zijn 99e verjaardag.

## Sphere within Sphere

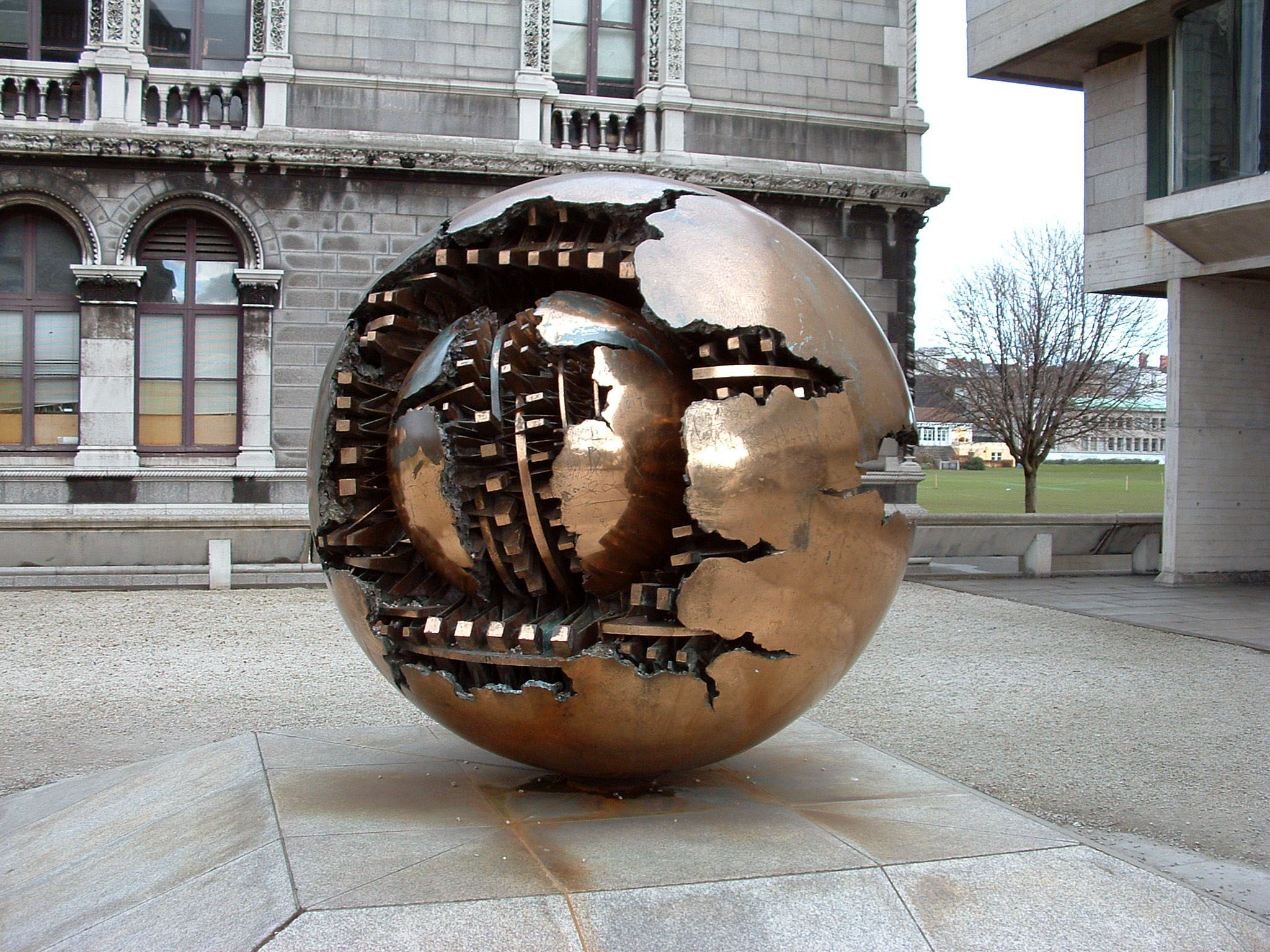
Trinity College, Dublin

Enkele exemplaren van Pomodoro's bekendste sculptuur, de "Sphere Within Sphere" (Sfera con Sfera),
kunnen worden gezien in:
- de Vaticaanse musea in Vaticaanstad
- de Berkeley Library van het Trinity College in Dublin
- het Beeldenpark Hakone in Japan
- het Hoofdkwartier van de Verenigde Naties in New York
- het Hirshhorn Museum and Sculpture Garden in Washington D.C.
- de Universiteit van Californië in Berkeley
- het Museum Boijmans Van Beuningen in Rotterdam

## Werken (selectie)
- 1953 Fecondazione, Hirshhorn Museum and Sculpture Garden in Washington D.C.
- 1960 Colonna del Viaggiatore, Koninklijke Musea voor Schone Kunsten van België in Brussel
- 1962 La colonna del viaggiatore[2], Palma de Mallorca
- 1960/1965 Colonna del Viaggiatore B, Laplacegebouw van de Technische Universiteit Eindhoven
- 1963/1965 Sphere No. 4, Guggenheim Museum (New York)
- 1963/1965 Sphere No. 6, Hirshhorn Museum in Washington
- 1964 Große Huldigung an das technische Zeitalter (muurreliëfs), Volkshochschule Köln in Keulen
- 1969/1970 Rotante máximo IV, beeldenpark van het Museo de Bellas Artes de Caracas in Caracas
- 1971 Rotante dal Foro Centrale, Berkeley Art Museum and Pacific Film Archive in Berkeley (Californië)
- 1972 Disco Grande, Piazza Meda in Milaan
- 1973 Disco Grande - Denkmal für Georg Büchner, Darmstadt
- Disco No. 5, beeldenpark Frederik Meijer Gardens and Sculpture Park in Grand Rapids (Michigan)
- 1977  Rotante, Courtauld Gallery in Londen
- 1979 Triade, Museo d'Arte Moderna in Lugano
- 1983/1988 Forme del Mito (4 staande reliëfs), bij de Cityhall in Brisbane

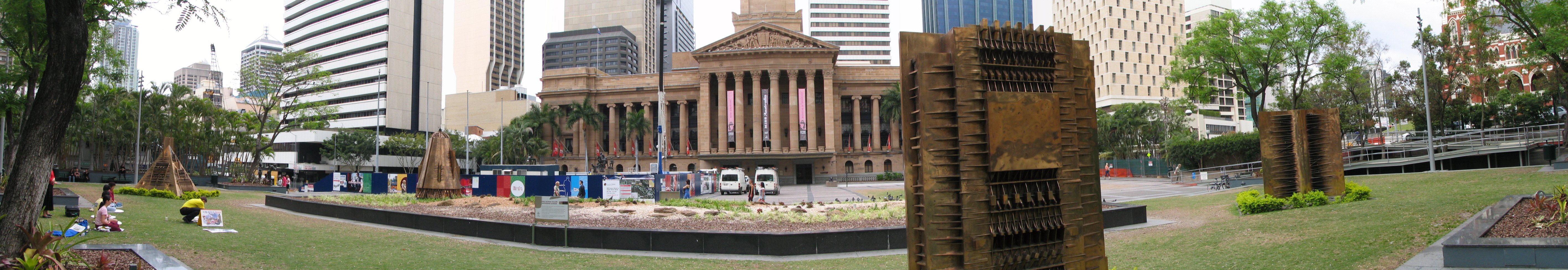
Forme del Mito in Brisbane